# Lê Lai (xã)
Lê Lai là một xã thuộc huyện Thạch An, tỉnh Cao Bằng, Việt Nam.

## Địa lý
Xã Lê Lai nằm ở phía đông huyện Thạch An, có vị trí địa lý:
- Phía đông giáp xã Lê Lợi và xã Thụy Hùng
- Phía tây giáp xã Thái Cường và xã Trọng Con
- Phía nam giáp thị trấn Đông Khê và xã Đức Xuân
- Phía bắc giáp xã Vân Trình.

Xã Lê Lai có diện tích 33,02 km², dân số năm 2019 là 2.639 người, mật độ dân số đạt 80 người/km².
Trên địa bàn xã có đồi Cáng Lò, núi Lũng Vòm và khau Khuổi Vàng. Quốc lộ 4A chạy qua xã, trên tuyến đường có cầu Nà Vàng. Xã Lê Lai có suối Pò Bửu chảy trên địa bàn.

## Lịch sử
Sau năm 1975, Lê Lai là một xã thuộc huyện Thạch An.
Ngày 11 tháng 8 năm 1999, tách 318,3 ha diện tích tự nhiên và 1.112 người của xã Lê Lai để thành lập thị trấn Đông Khê.
Đến năm 2019, xã Lê Lai được chia thành 14 xóm: Bó Pha, Bản Căm, Bản Dăm, Lũng Buốt, Lũng Mòn, Lũng Slượi, Nà Cốc, Nà Danh, Nà Keng, Nà Lình, Nà Ngài, Nà Sloòng, Nà Vàng, Pú Nho.
Ngày 9 tháng 9 năm 2019, Hội đồng Nhân dân tỉnh Cao Bằng ban hành Nghị quyết số 27/NQ-HĐND về việc:
- Sáp nhập một phần xóm Bó Pha vào xóm Bản Căm
- Sáp nhập xóm Lũng Buốt vào xóm Nà Sloòng
- Sáp nhập hai xóm Bản Dăm và Pú Nho thành xóm Tân Việt
- Sáp nhập xóm Nà Vàng vào xóm Nà Cốc
- Sáp nhập hai xóm Lũng Mòn, Lũng Slượi và phần còn lại của xóm Bó Pha thành xóm Độc Lập.

## Hành chính
Xã Lê Lai được chia thành 9 xóm: Bản Căm, Độc Lập, Nà Cốc, Nà Danh, Nà Keng, Nà Lình, Nà Ngài, Nà Sloòng, Tân Việt.